# Camerota
Camerota es un municipio de 7.026 habitantes en la provincia de Salerno (Italia).

## Geografía
Está situada en el sur del Cilento en el Parque Nacional del Cilento y Vallo de Diano, sur la carretera entre Marina di Camerota y Licusati. Dista 5 km del Mar Tirreno y 90 de la ciudad de Salerno.

El municipio cuenta con 3 pedanías : Marina di Camerota (3.500 hab.), Lentiscosa (1.221) y  Licusati (1.815). El pueblo de Camerota tiene 1.415 habitantes.

## Evolución demográfica
| Gráfica de evolución demográfica de Camerota entre 1861 y 2001 |
|                                                                |
| Fuente ISTAT - elaboración gráfica de Wikipedia                |

## Otros proyectos
- Wikimedia Commons alberga una categoría multimedia sobre Camerota.